# Liber (bokförlag)
Liber AB (latin för bok) är ett svenskt läromedelsföretag grundat 1897 och beläget i Stockholm.
Libers produktutbud sträcker sig från tryckta böcker till digitala produkter i form av online- och utbildningstjänster. Bolaget omsatte 420 miljoner kronor 2020 och har cirka 117 anställda. 
Liber är en del av Infinitas Learning, en koncern av multimediala utbildningsförläggare. I koncernen ingår förutom Liber även Noordhoff Uitgevers (Nederländerna), Plantyn (Belgien) och LeYa (Portugal). Infinitas Learning ägs av NPM Capital sedan 2021.
Liber ingick tidigare i Education-divisionen av Wolters Kluwer, som bestod av ett antal större läromedelsföretag över hela Europa. Divisionen förvärvades av Bridgepoint Capital Ltd 2008  och sedan av Compass Partners.